# Тереза Саксен-Альтенбургская (1823—1915)
Генриетта Фридерика Тереза Елизавета Саксен-Альтенбургская (нем. Henriette Friederike Therese Elisabeth von Sachsen-Altenburg; 9 октября 1823, Хильдбургхаузен — 3 апреля 1915, Альтенбург) — принцесса Саксен-Альтенбургская.

## Биография
Тереза — вторая из четырёх достигших взрослого возраста дочерей герцога Иосифа Саксен-Альтенбургского и его супруги Амалии Вюртембергской, дочери герцога Людвига Вюртембергского. Её крестными выступили помимо деда Людвига принц Александр Вюртембергский и принцесса Елизавета Александрина Вюртембергская. Вместе с сёстрами Марией, Елизаветой и Александрой Тереза получала образование у Карла Людвига Ницше. Позднее Тереза оказывала финансовую поддержку его сыну Фридриху и семье последнего.
Терезу описывали как самую привлекательную из сестёр, тем не менее она так и не вышла замуж, хотя к ней среди прочих сватался и император Франции Наполеон III. Тереза сначала ухаживала за своей тяжелобольной матерью, а впоследствии заботилась об отце до его смерти.